# Martina Capoferri
Martina Capoferri (Crema, 4 maggio 1991) è una cestista italiana.

## Carriera

### Nei club
Alta 174 centimetri, è cresciuta nelle squadre giovanili del Basket Team Crema fino ad approdare nella prima squadra nella stagione 2007/2008, con la quale ha giocato fino alla stagione 2014/2015. Nella stagione 2015/2016 ha vestito la maglia della Pallacanestro Vigarano in A1, per poi rientrare a Crema in quella successiva.
Con il Basket Team Crema ha subito una retrocessione in serie B (stagione 2011/2012) una promozione in A2 (dalla stagione 2012/2013) e una promozione in A1 (dalla stagione 2022/2023).
Ha vinto cinque Coppe Italia di Serie A2 consecutive dal 2018 al 2022.

## Statistiche
Statistiche aggiornate al 20 maggio 2023

### Stagione regolare
| Stagione        | Squadra                | Competizione | Partite | Partite | Partite | Statistiche tiro | Statistiche tiro | Statistiche tiro | Altre statistiche | Altre statistiche | Altre statistiche | Altre statistiche | Altre statistiche |
| Stagione        | Squadra                | Competizione | Pres.   | Titol.  | Minuti  | Tiri da 2        | Tiri da 3        | Liberi           | Rimb.             | Assist            | Rubate            | Stopp.            | Punti             |
| --------------- | ---------------------- | ------------ | ------- | ------- | ------- | ---------------- | ---------------- | ---------------- | ----------------- | ----------------- | ----------------- | ----------------- | ----------------- |
| 2007-2008       | Basket Team Crema      | Serie A2     | 3       |         | 0       |                  |                  |                  |                   |                   |                   |                   | 0                 |
| 2008-2009       | Basket Team Crema      | Serie A2     | 19      |         | 49      | 0/2              | 1/1              | 1/2              | 1                 | 0                 | 0                 | 0                 | 4                 |
| 2009-2010       | Basket Team Crema      | Serie A2     | 18      |         | 237     | 1/6              | 0/4              | 2/2              | 6                 | 0                 | 0                 | 1                 | 4                 |
| 2010-2011       | Basket Team Crema      | Serie A2     | 32      |         | 366     | 18/53            | 9/34             | 20/26            | 35                | 11                | 12                | 3                 | 83                |
| 2011-2012       | Basket Team Crema      | Serie B      | 24      |         | 622     | 43/110           | 20/76            | 41/53            | 93                | 30                | 37                | 3                 | 187               |
| 2012-2013       | Basket Team Crema      | Serie A2     | 31      |         | 810     | 78/178           | 37/103           | 82/100           | 92                | 22                | 39                | 12                | 349               |
| 2013-2014       | Basket Team Crema      | Serie A2     | 22      |         | 741     | 67/176           | 40/88            | 51/67            | 66                | 32                | 34                | 12                | 306               |
| 2014-2015       | Basket Team Crema      | Serie A2     | 26      |         | 684     | 69/193           | 36/86            | 61/77            | 87                | 30                | 32                | 7                 | 307               |
| 2015-2016       | Pallacanestro Vigarano | Serie A1     | 26      |         | 185     | 6/19             | 9/25             | 2/4              | 9                 | 2                 | 3                 | 1                 | 41                |
| 2016-2017       | Basket Team Crema      | Serie A2     | 31      |         | 619     | 44/115           | 44/123           | 59/69            | 64                | 28                | 41                | 10                | 279               |
| 2017-2018       | Basket Team Crema      | Serie A2     | 32      |         | 739     | 46/125           | 36/100           | 70/80            | 91                | 30                | 24                | 8                 | 270               |
| 2018-2019       | Basket Team Crema      | Serie A2     | 34      |         | 533     | 24/81            | 28/76            | 25/29            | 63                | 29                | 25                | 4                 | 157               |
| 2019-2020       | Basket Team Crema      | Serie A2     | 20      |         | 420     | 22/54            | 26/72            | 28/39            | 47                | 11                | 11                | 3                 | 150               |
| 2020-2021       | Basket Team Crema      | Serie A2     | 28      |         | 542     | 33/78            | 29/82            | 46/62            | 56                | 22                | 17                | 6                 | 199               |
| 2021-2022       | Basket Team Crema      | Serie A2     | 33      |         | 363     | 23/48            | 16/41            | 23/23            | 47                | 14                | 23                | 4                 | 117               |
| 2022-2023       | Basket Team Crema      | Serie A1     | 27      |         | 27      | 2/3              | 2/2              | 2/2              | 3                 | 20                | 0                 | 0                 | 12                |
| Totale carriera |                        |              |         |         |         |                  |                  |                  |                   |                   |                   |                   |                   |

### Coppe nazionali
| Stagione        | Squadra           | Competizione          | Partite | Partite | Partite | Statistiche tiro | Statistiche tiro | Statistiche tiro | Altre statistiche | Altre statistiche | Altre statistiche | Altre statistiche | Altre statistiche |
| Stagione        | Squadra           | Competizione          | Pres.   | Titol.  | Minuti  | Tiri da 2        | Tiri da 3        | Liberi           | Rimb.             | Assist            | Rubate            | Stopp.            | Punti             |
| --------------- | ----------------- | --------------------- | ------- | ------- | ------- | ---------------- | ---------------- | ---------------- | ----------------- | ----------------- | ----------------- | ----------------- | ----------------- |
| 2011/2012       | Basket Team Crema | Coppa Italia Serie B  | 3       |         | 98      | 7/21             | 2/9              | 8/11             | 14                | 10                | 4                 | 1                 | 28                |
| 2017/2018       | Basket Team Crema | Coppa Italia Serie A2 | 3       |         | 52      | 2/5              | 3/9              | 1/1              | 0                 | 8                 | 1                 | 0                 | 14                |
| 2018/2019       | Basket Team Crema | Coppa Italia Serie A2 | 3       |         | 63      | 4/12             | 5/9              | 7/7              | 5                 | 2                 | 1                 | 0                 | 30                |
| 2020/2021       | Basket Team Crema | Coppa Italia Serie A2 | 3       |         | 56      | 4/6              | 6/11             | 2/2              | 3                 | 1                 | 0                 | 0                 | 28                |
| 2020/2021       | Basket Team Crema | Coppa Italia Serie A2 | 3       |         | 43      | 4/8              | 2/6              | 3/6              | 3                 | 0                 | 1                 | 0                 | 17                |
| 2021/2022       | Basket Team Crema | Coppa Italia Serie A2 | 3       |         | 14      | 0/1              | 0/1              | 0/0              | 1                 | 0                 | 0                 | 1                 | 0                 |
| Totale carriera |                   |                       |         |         |         |                  |                  |                  |                   |                   |                   |                   |                   |

## Palmarès
- Coppa Italia di Serie A2: 5
Crema: 2018, 2019, 2020, 2021, 2022
- Campionato italiano di Serie A2: 1
Crema: 2021-22